# Jacques Rouffio
Jacques Rouffio (Marseille, 14 augustus 1928 – Parijs, 8 juli 2016) was een Frans filmregisseur, scenarioschrijver en filmproducent.

## Leven en werk

### Regieassistent
Rouffio debuteerde in de filmwereld in 1953 als regieassistent. Tien jaar lang oefende hij die functie uit bij onder anderen Jean Delannoy, Gilles Grangier, Jean-Pierre Mocky en Bernard Borderie.

### Debuut als regisseur
Hij regisseerde zijn eerste film in 1967: het Eerste Wereldoorlogsdrama L'Horizon, waarin hij voor het eerst bewees niet terug te schrikken voor gevoelige onderwerpen. De film, naar een scenario van schrijver Georges Conchon, bracht de opstand van de Franse soldaten in 1917 in beeld. De film flopte aan de kassa en onderbrak zijn regisseurscarrière gedurende tien jaar.

### Hoogtepunt als regisseur
In het midden van de jaren zeventig pakte Rouffio enkele andere pijnpunten aan: de naijver en de chantage onder dokters in het sombere drama Sept morts sur ordonnance (1976) en het oneerlijk speculeren op de beurs in de vlijmscherpe satirische komedie Le Sucre (1979). Voor het scenario van beide films deed hij opnieuw een beroep op Georges Conchon Tussendoor filmde hij een trieste liefdesverhaal in de tragikomische misdaadfilm Violette et François (1977). In 1982 regisseerde hij als laatste het talent van Romy Scheider in het (oorlogs)drama La Passante du Sans-Souci.
Rouffio werkte samen met gereputeerde acteurs zoals Michel Piccoli (3 keer), Gérard Depardieu (2 keer), Jacques Dutronc, Michel Serrault, Claude Brasseur en Romy Schneider.

### Televisie
Vanaf de jaren tachtig werkte hij eveneens voor de televisie.
Rouffio overleed in 2016 op 87-jarige leeftijd.

## Filmografie

### Regisseur

#### Langspeelfilms
- 1967: L'Horizon
- 1976: Sept morts sur ordonnance
- 1977: Violette et François
- 1978: Le Sucre
- 1982: La Passante du Sans-Souci
- 1986: Mon beau-frère a tué ma sœur
- 1986: L'État de grâce
- 1989: L'Orchestre rouge

#### Televisie
- 1984: Série noire (episode : J'ai bien l'honneur)  (serie)
- 1988: L'Argent (naar Émile Zola) (driedelige film)
- 1992: Jules Ferry (film)
- 1994: V'la l'cinéma ou le roman de Charles Pathé
- 2007: Miss Harriet (naar een novelle van Guy de Maupassant

### Regieassistent
- 1953 - La Route Napoléon (Jean Delannoy)
- 1954 - Secrets d'alcôve (anthologiefilm, episode Le Lit de la Pompadour (Jean Delannoy)
- 1954 - Obsession (Jean Delannoy)
- 1955 - Des gens sans importance (Henri Verneuil)
- 1957 - Ces dames préfèrent le mambo (Bernard Borderie)
- 1957 - Le Gorille vous salue bien (Bernard Borderie)
- 1957 - Le rouge est mis (Gilles Grangier)
- 1959 - Délit de fuite (Bernard Borderie)
- 1959 - La Tête contre les murs (Georges Franju)
- 1959 - Les Dragueurs (Jean-Pierre Mocky)
- 1959 - La Valse du Gorille (Bernard Borderie)
- 1960 - Meurtre en 45 tours (Étienne Périer)
- 1960 - Comment qu'elle est (Bernard Borderie)
- 1961 - Bridge to the Sun (Étienne Périer)
- 1962 - Le Gentleman d'Epsom (Gilles Grangier)
- 1963 - Les Vierges (Jean-Pierre Mocky)
- 1964 - La Bonne Soupe (Robert Thomas)

### Scenarioschrijver
- 1974 - Le Trio infernal (Francis Girod)
- 1977 - René la Canne (Francis Girod)

### Producent
- 1969 - Le Temps de vivre (Bernard Paul)
- 1969 - Dernier Domicile connu (José Giovanni)
- 1971 - Où est passé Tom ? (José Giovanni)
- 1971 - Léa l'hiver (Marc Monnet)

## Nominaties
- 1976 - Sept morts sur ordonnance: César voor beste film en César voor beste origineel of bewerkt script
- 1979 - Le Sucre: César voor beste origineel of bewerkt script

- Bibliothèque nationale de France: cb14133552v (data)
- Gemeinsame Normdatei: 141489774
- International Standard Name Identifier: 0000 0003 5995 5760
- Library of Congress Control Number: nr97036478
- Nationale Bibliotheek van Tsjechië: pna2014840352
- Nationale Bibliotheek van Israël: 987011289484205171
- Nederlandse Thesaurus van Auteursnamen: 072307609
- Istituto Centrale per il Catalogo Unico: RAVV468281
- SNAC: w6tp109k
- Système universitaire de documentation: 120634627
- Virtual International Authority File: 224107247
- WorldCat: E39PBJjtbbQx69MG7XTBvfCfbd